# Ulodesmus margatensis
Ulodesmus margatensis är en mångfotingart som beskrevs av Carl Graf Attems 1934. Ulodesmus margatensis ingår i släktet Ulodesmus och familjen Gomphodesmidae. Inga underarter finns listade i Catalogue of Life.